# Pieszyce

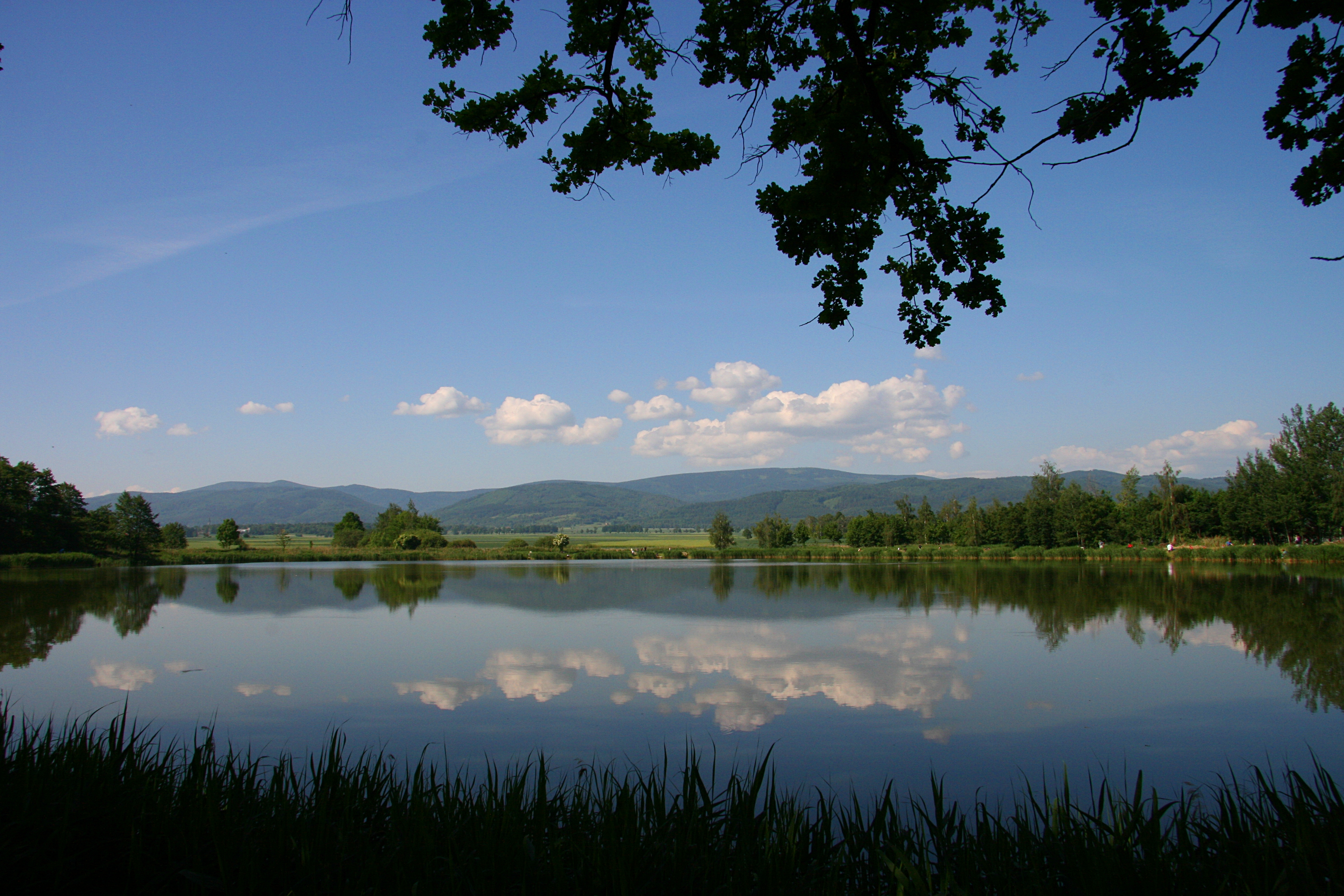
Staw w Bratoszowie z panoramą na Wielką Sowę i Góry Sowie

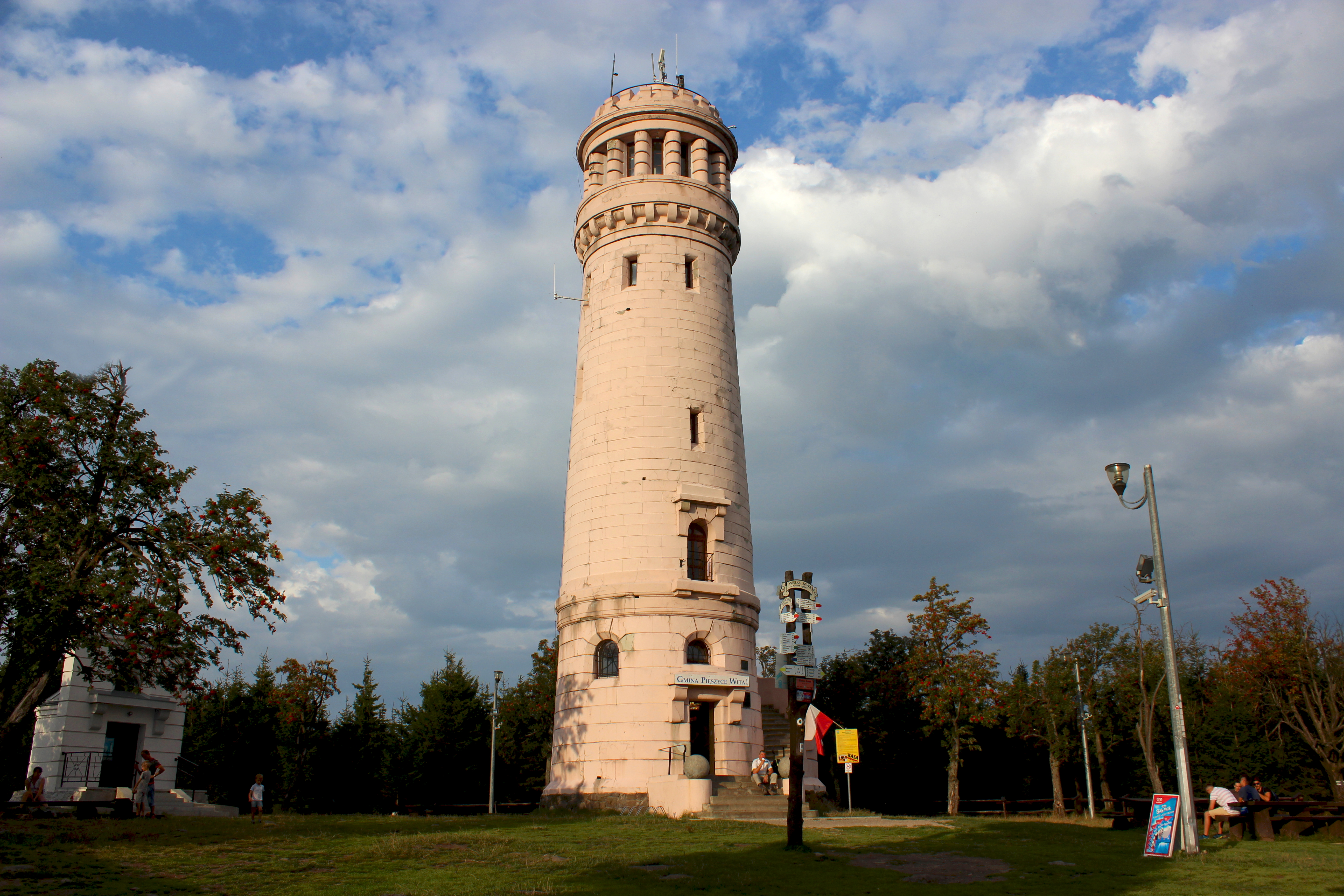
Wielka Sowa z wieżą widokową – najdalej na południe wysunięty zakątek Pieszyc

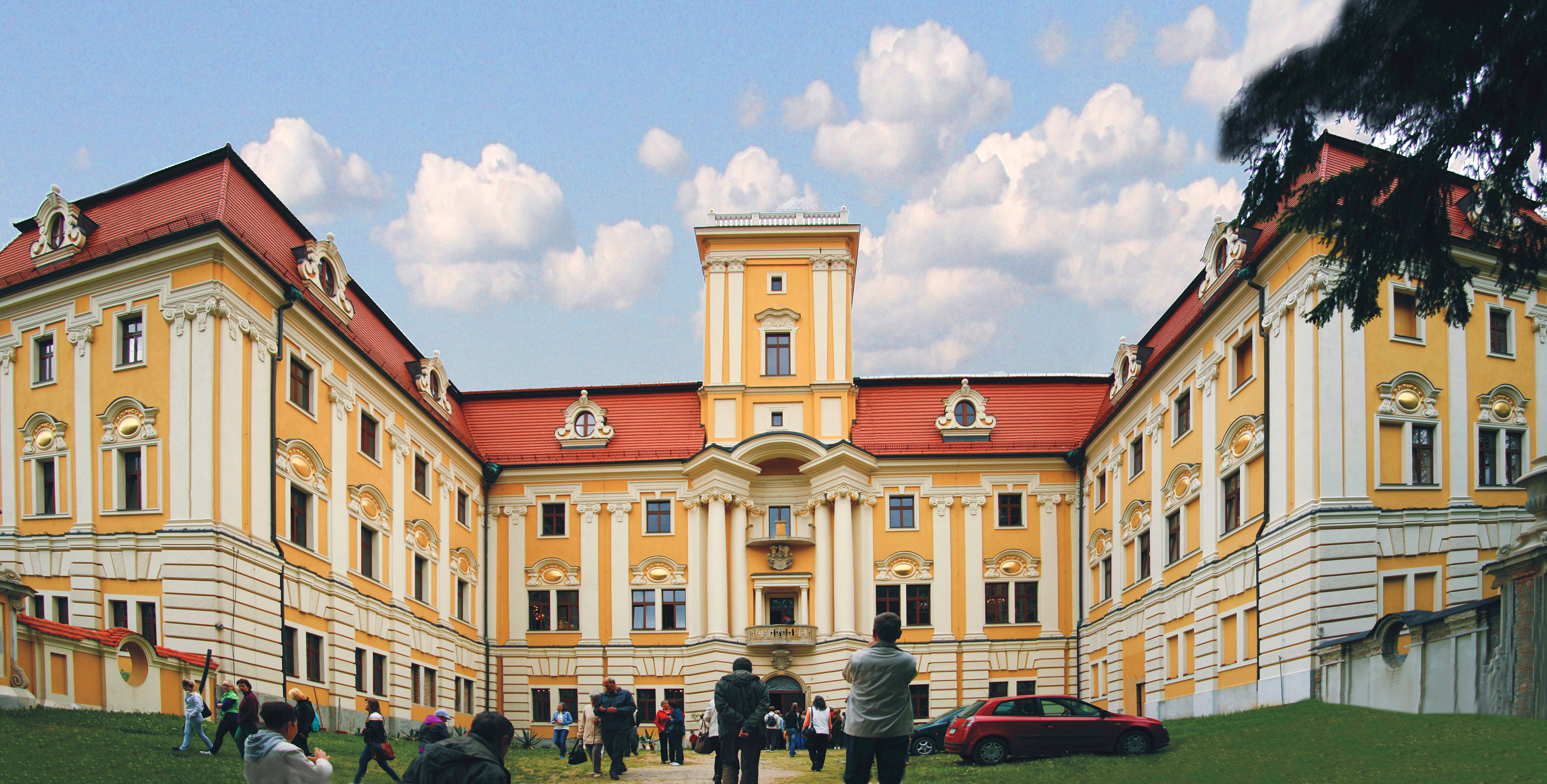
Pałac w Pieszycach – obiekt prywatny, zamknięty dla ruchu turystycznego

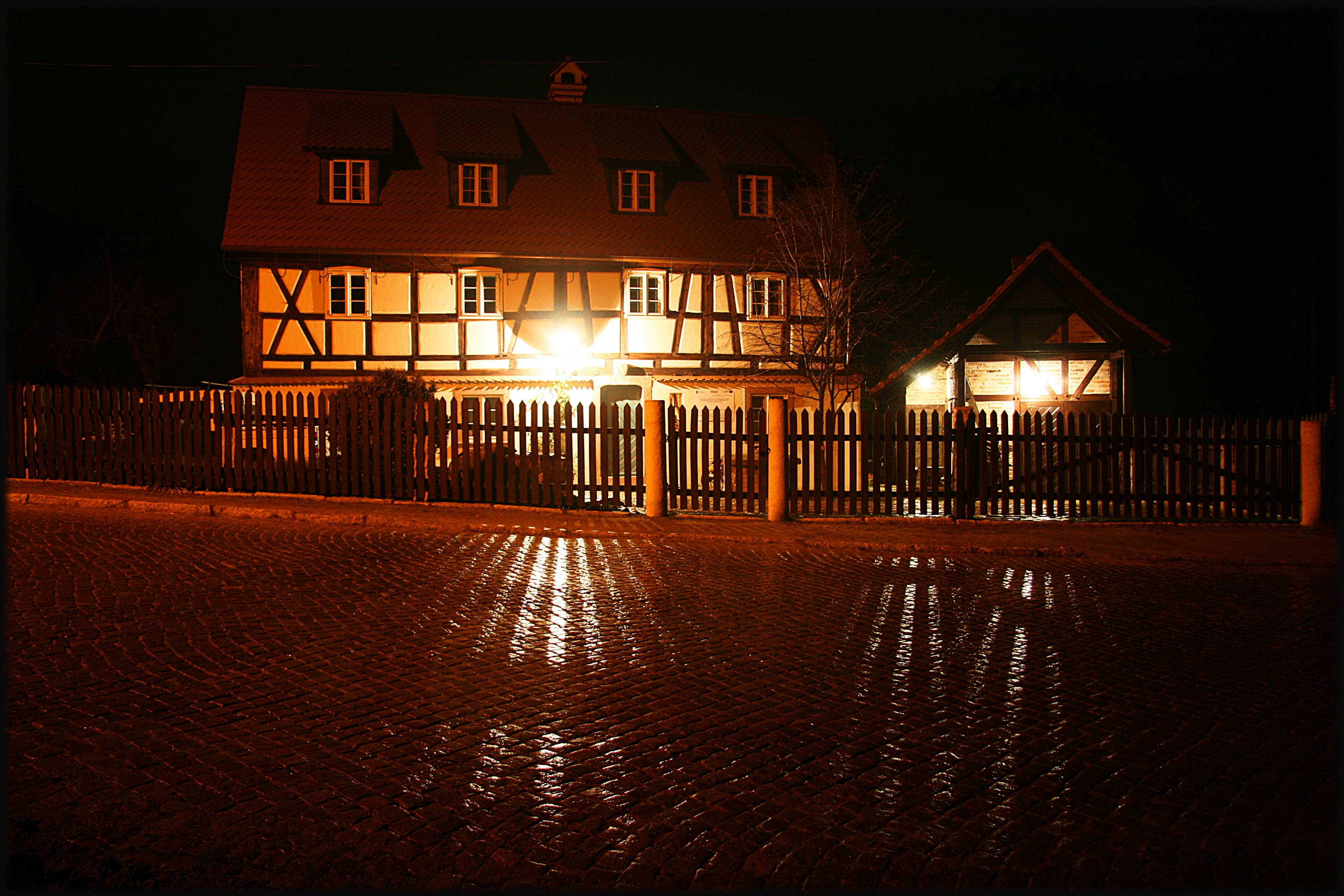
Dom Tkacza w Rościszowie

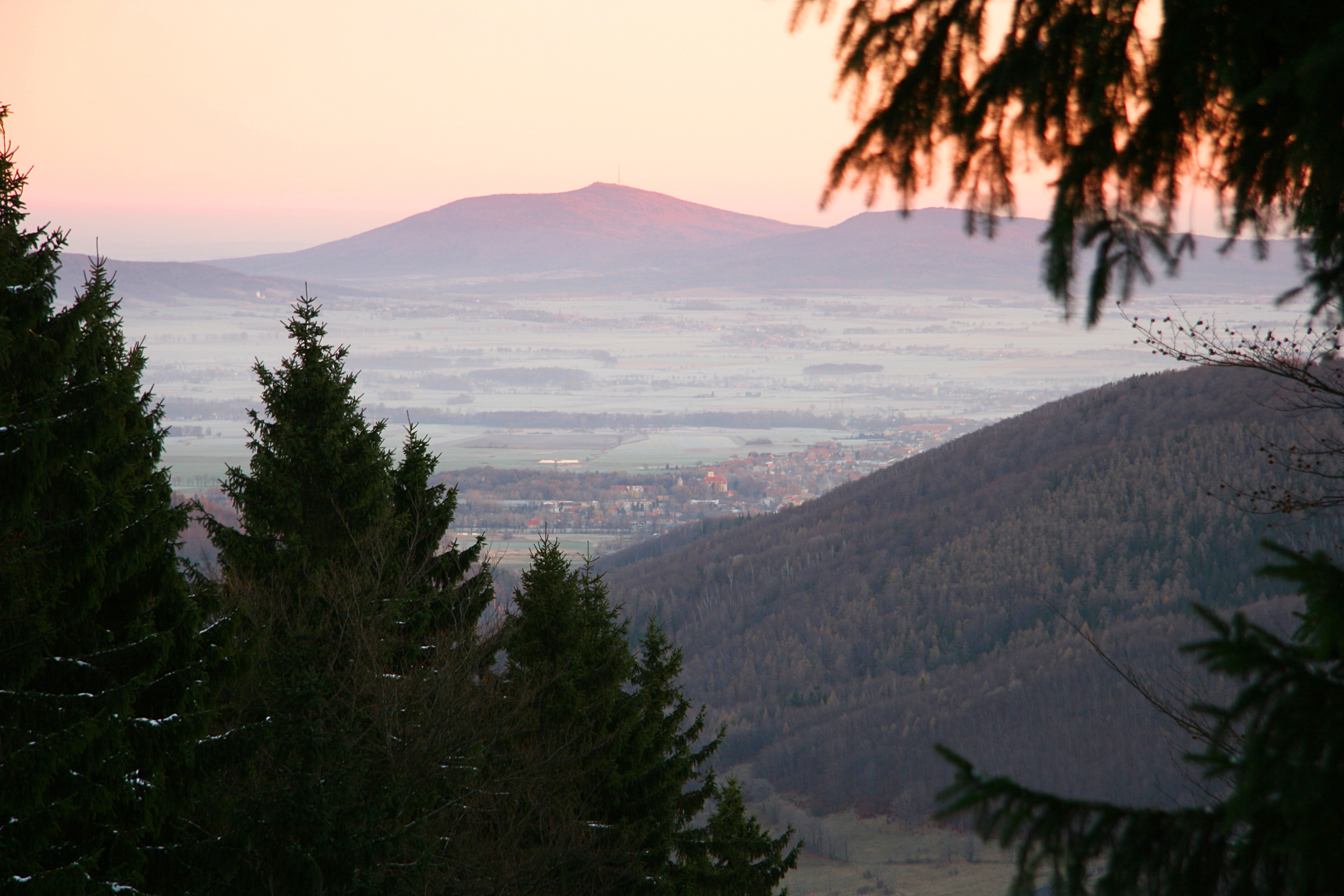
Pieszyce na tle Ślęży widziane z Przełęczy Jugowskiej

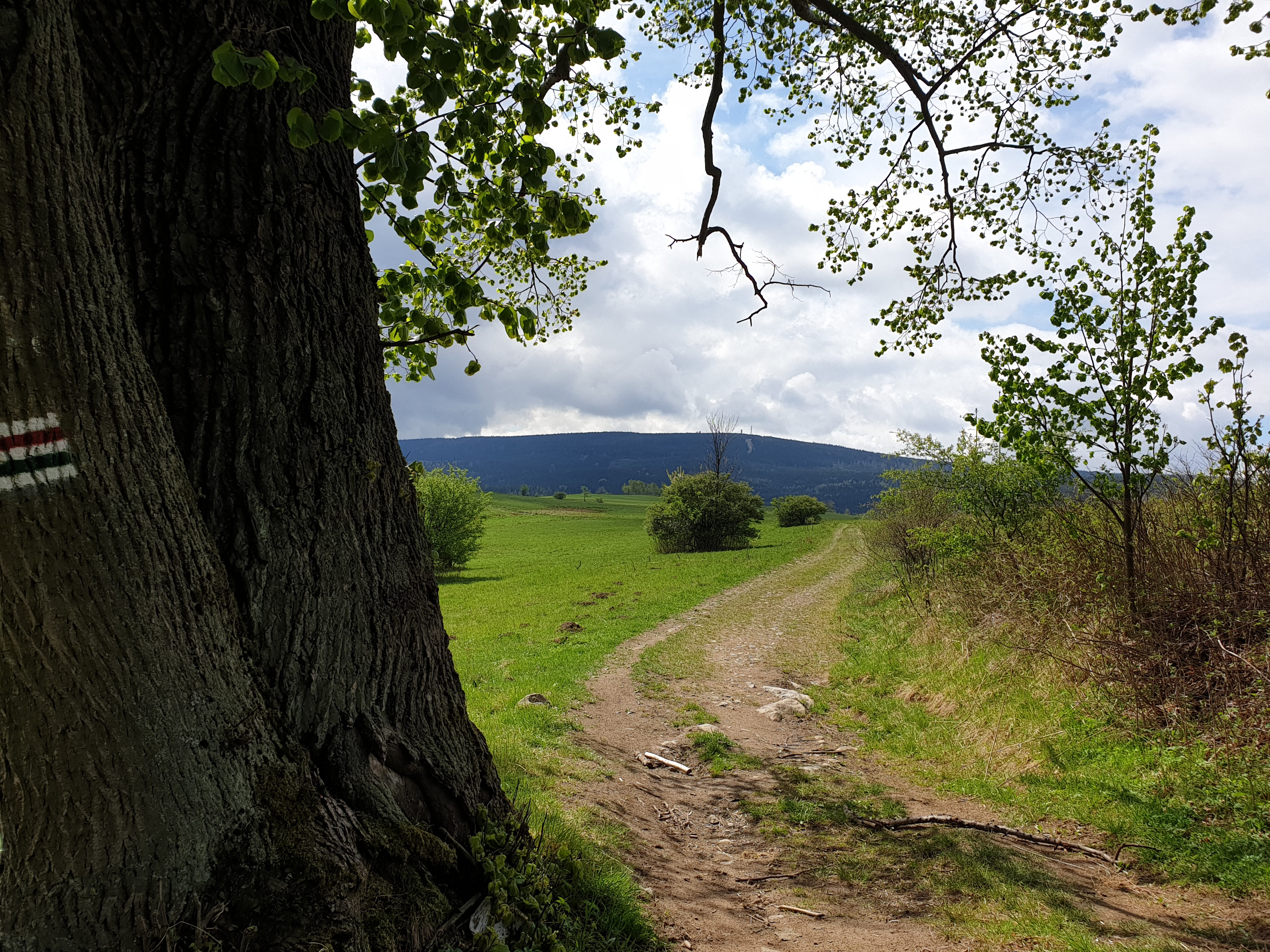
Sowiogórskie szlaki w obrębie Gminy Pieszyce z widokiem na najwyższy szczyt Sudetów Środkowych – Wielką Sowę

Pieszyce (niem. Peterswaldau) – miasto w Polsce, w województwie dolnośląskim, w powiecie dzierżoniowskim, siedziba gminy miejsko-wiejskiej Pieszyce.
Według danych GUS z 1 stycznia 2023 r. miasto liczyło 6827 mieszkańców.

## Położenie
Miasto jest położone u podnóża Gór Sowich w Kotlinie Dzierżoniowskiej, ciągnie się kilka kilometrów wzdłuż Pieszyckiego Potoku (niem. Peterswaldauer Wasser).

## Historia
Peterswald (późniejszy Peterswaldau, Petriwalde, Peterswalt, Pietrolesie, Pieszyce) – został wspomniany po raz pierwszy w dokumencie wydanym w 1258 roku w Nysie przez biskupa Tomasza I. Dokument dotyczył przydzielenia kaplicy w Pieszycach praw, dzięki którym stała się samodzielnym kościołem z własnym kapłanem. Dokumenty z 1258 roku ujawniają także, że właścicielem tej wsi był rycerz Otton z Wilina. Nazwa Peterswald (Piotrowy Las) może nawiązywać do początków istnienia tej miejscowości, która prawdopodobnie powstała na miejscu wyciętego lasu.

### Początek przemysłu włókienniczego w Pieszycach
W 1705 roku właścicielem majątków w Pieszycach został Bernhard Bonit von Mohrenthal, kupiec i potentat branży tekstylnej, który pragnął rozwinąć w Pieszycach przemysł włókienniczy. Nie było to proste zadanie, ponieważ brakowało w Pieszycach specjalistów w tej dziedzinie (w Pieszycach i Kamionkach pracowało zaledwie 14 tkaczy). W 1714 roku w Pieszycach pojawił się wykańczalnik Johann Christoph Klette, który w 1717 otrzymał cesarski przywilej wyłączności na wytwarzanie materiałów z drojetu oraz ze spilśnionej etaminy, nie zatrzymał jednak tego przywileju na długo, ponieważ utracił go po proteście wykańczalników dzierżoniowskich. Po sprzedaży dóbr w 1721 nowy właściciel hrabia Erdmann von Promnitz kontynuował inicjatywę swojego poprzednika poprzez wspieranie Johanna Christopha Klettego i Johanna Christiana Schmidta. W 1722 roku wybudował przy drodze do Piskorzowa manufukturę-wykańczalnię. Kompleks fabryczny składał się również z czesalni, folusza i magla sukienniczego. W latach 1728–1730 wykańczalnia Promnitza zyskała na wartości i popularności do tego stopnia, że jeszcze 150 lat później w archiwum dworskim przechowywano wyprodukowane w tej wykańczalni próbki materiałów.

### Powstanie tkaczy śląskich
Znamiona kryzysu, które pojawiły się na przełomie stuleci okazały się zapowiedzią załamania przemysłu włókienniczego w rejonie Gór Sowich. Kryzys doprowadził do powstania tkaczy śląskich w 1844 roku. To wydarzenie stało się nie tylko symbolem kryzysu, usłyszała o nim cała Europa i chociaż dotyczył on także całych ówczesnych Niemiec, to okazał się najbardziej dotkliwy w okolicach Gór Sowich. Aleksander Scheer opisał problem w następujący sposób: 
Od 7 lub więcej lat nie mają szczęścia sprawić sobie jakiejkolwiek części garderoby; ich nakrycia składają się z łachmanów, ich mieszkania rozpadają się, ponieważ nie są w stanie ponieść kosztów remontu; nieudane zbiory kartofli, w ciągu ostatnich dwóch lat, skazały ich na najtańsze pośledniejsze lub pastewne gatunki ziemniaków, skazani również są na czarną lub pastewną mąkę; mięso pojawia się jedynie u niektórych na Wielkanoc, Zielone Świątki czy Boże Narodzenie. Ubrania do kościoła (odświętne) zostały już dawno sprzedane albo zastawione; oni wstydzą się chodzić do kościoła w swoich łachmanach i pozbawieni są w ten sposób nawet tej duchowej pociechy w swoim nieszczęściu. 
3 czerwca 1844 w Pieszycach rozpoczęły się rozruchy. Czarę goryczy przelało w tym przypadku zatrzymanie jednego z tkaczy Wilhelma Medera za śpiewanie Krwawy sąd i wymienienie w piosence nazwiska Zwanzingera, jednego z najbogatszych fabrykantów. 4 czerwca tkacze ruszyli pod firmę Zwanzingera, byli jednak nastawieni pokojowo, aczkolwiek prowokacyjne zachowanie służby i pracowników Zwanzingera doprowadziło do zdemolowania magazynów i kantorów. Po tym wydarzeniu właściciel razem ze swoją rodziną uciekli do Wrocławia. Pastorowi udało się nakłonić tkaczy do rozejścia, jednak wieści szybko się rozeszły i do Pieszyc zaczęli napływać robotnicy z innych miejscowości, którzy także mieli dosyć kryzysu. Na nowo zaczęło się niszczenie majątku Zwanzingera. Starosta powiatowy Prittwitz oraz hrabia Pfeil-Burghaus próbowali uspokoić tłum, jednak ich próby nie odniosły zamierzonych skutków. Na pomoc musieli wezwać wojsko z garnizonu w Świdnicy. Ostatecznie powstanie zostało stłumione, jednak i tak zwróciło ono uwagę prasy oraz władz państwowym, dzięki czemu opracowano program pomocy tkaczom.

### Obozy pracy
W 1941 roku na terenie obecnego powiatu Dzierżoniowskiego zaczęły powstawać obozy pracy, jeden z większych znajdował się na pograniczu Dolnych Pieszych i Bielawy, nosił on nazwę Sportschule. W późniejszych latach został filią Gross Rosen. Był to obóz wyłącznie żydowski, znajdowało się w nim około 1400 kobiet różnej narodowości.

### Administracja od 1945 roku
Przekazanie przez armię radziecką władzom polskim administracji Dolnego Śląska miało miejsce w 1945 roku, co pozwoliło na organizację struktur władzy i podział województwa na jednostki administracyjne. Pełnomocnikiem Rządku RP na Gminę Peterswaldau został Henryk Biernacki, który w późniejszych latach został pierwszym burmistrzem Pieszyc. Do pierwszych decyzji nowych władz należała między innymi zmiana nazw ulic oraz nazw okolicznych wsi z niemieckich na polskie.
W wyniku reformy administracji w 1954 r. utworzono gromadę Pieszyce, zanim zaczęła funkcjonować, przekształcono ją na osiedle. 18 lipca 1962 osiedle przekształcono w miasto. W latach 1954–1972 Pieszyce były siedzibą władz gromady Pieszyce, do której nie należały. W reformie administracji z 1 stycznia 1973 utworzono gminę Pieszyce, włączając obszar gromady do miasta. 
1 stycznia 2016 Pieszyce zmieniły obszar miasta a gmina Pieszyce zmieniła rodzaj z miejskiej na miejsko-wiejską. Formalnie odbyło się to przez odebranie 1 stycznia 2016 statusu miasta gminie miejskiej Pieszyce z równoczesnym nadaniem statusu miasta miejscowości Pieszyce i określeniem nowych granic miasta w gminie miejsko-wiejskiej Pieszyce.

### Zmiana nazwy miejscowości
Spolszczono nazwę Peterswaldau na Pietrolesie, jednak funkcjonowały w obiegu także nazwy Piotrowin, czy też Piotrowy Las. W 1947 roku nazwa miejscowości została ponownie zmieniona, tym razem na Pieszyce, nie jest jednak nigdzie podane, dlaczego doszło do takiej zmiany.

### Przemysł włókienniczy po wojnie
W 1946 roku utworzono Państwową Wytwórnię Tkanin Technicznych nr 16 w Pietrolesiu, która podlegała Zjednoczonemu Przemysłowi Bawełnianemu w Dzierżoniowie, a od 1947 roku Zjednoczeniu Tkanin Technicznych w Łodzi. Stopniowo uruchomiono kolejne fabryki na terenie Pietrolesia oraz Kamionkowa, a następnie w 1947 przekształcono je w Pieszyckie Zakłady Przemysłu Bawełnianego.

### Powódź tysiąclecia
Ulewy, jakie nawiedziły Pieszyce 17 i 18 lipca 1997 roku doprowadziły do znacznego podwyższenia się wody w zazwyczaj niewielkich i spokojnych potokach (Pieszycki Potok oraz Kłomnica). Alarm powodziowy został ogłoszony, dopiero gdy woda wylała się z koryt potoków (powódź tysiąclecia). Opanowanie żywiołu okazało się trudne, pod wodą znalazło się 35% powierzchni gminy. Całkowicie zniszczonych zostało 9 budynków mieszkalnych, nie jest jednak dokładnie podane, ilu mieszkańców ewakuowano, według niektórych źródeł było 35, a według innych 65 osób.

## Zabytki

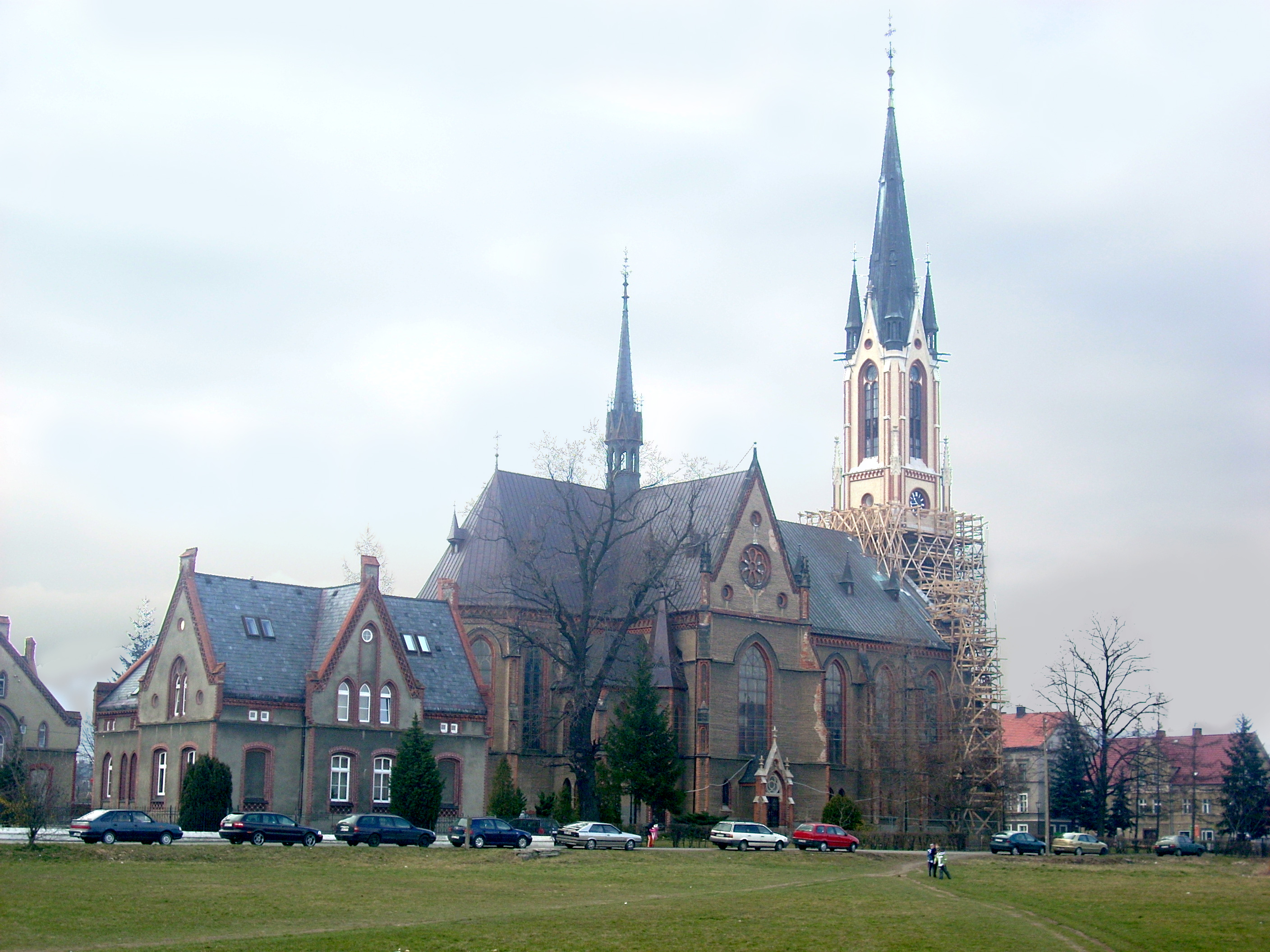
Kościół św. Antoniego, (XIX w.)

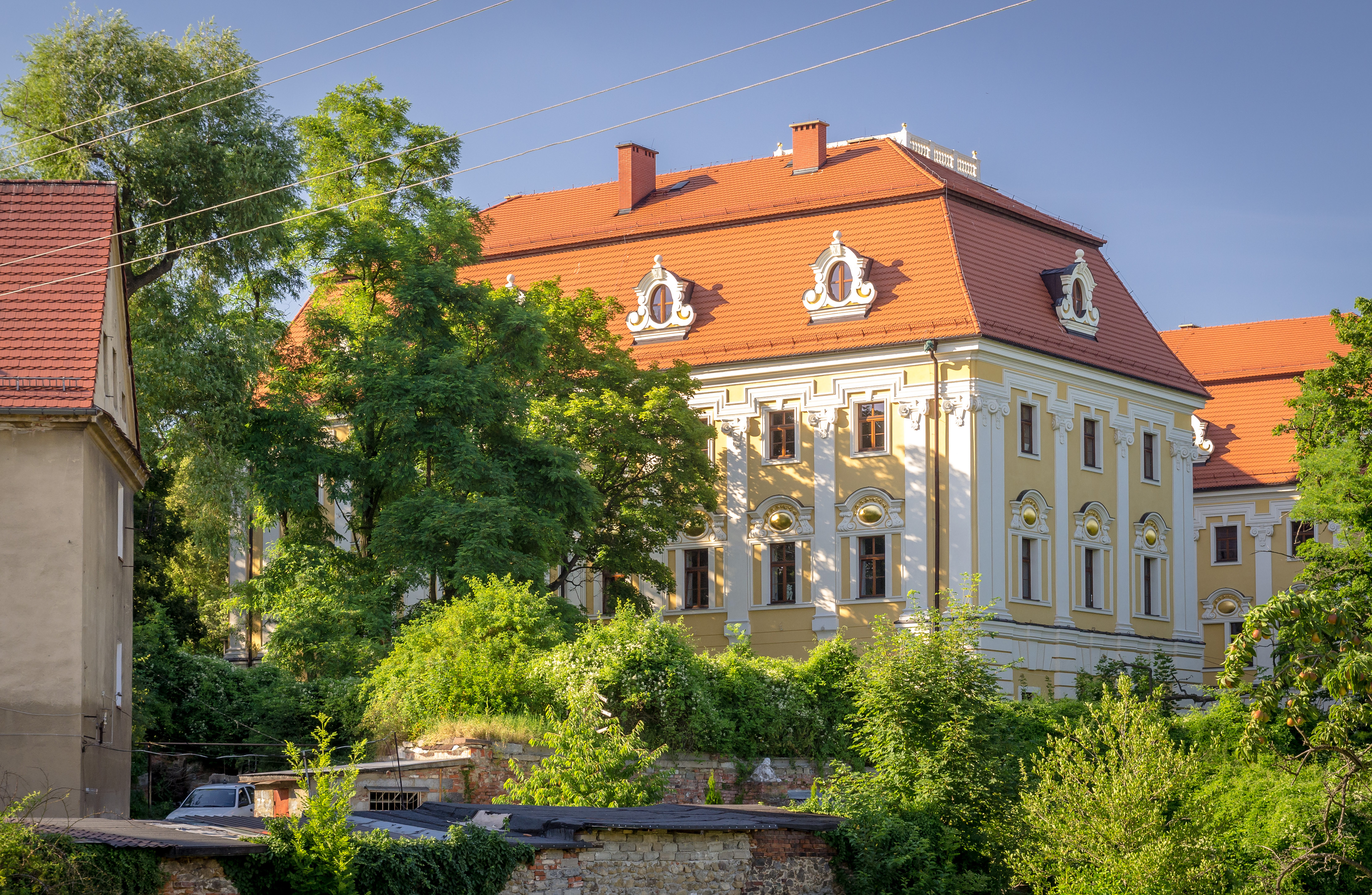
Zespół zamkowo-pałacowy, (XVII-XVIII w.)

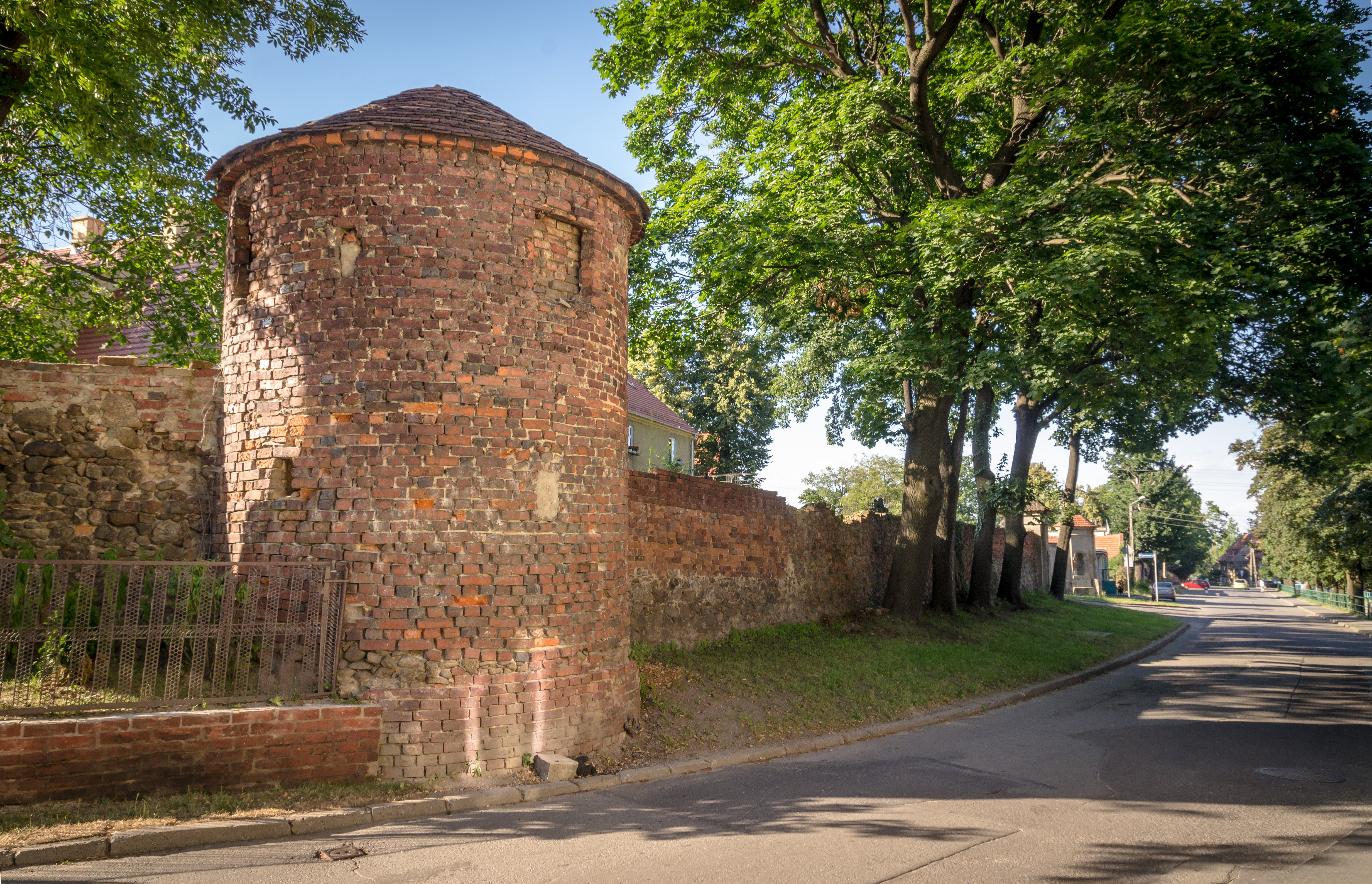
Mury obronne, XVII w.

Do wojewódzkiego rejestru zabytków wpisane są obiekty:
- kościół parafialny pw. św. Jakuba, gotycki z prezbiterium z XIV wieku i wieżą z 1525 r. przebudowany w XVIII wieku i na początku XX. Wejście ozdobione gotyckim portalem, a wewnątrz zespół nagrobków renesansowych i barokowych z XVI I XVII wieku[20]
- kościół pw. św. Antoniego, poewangelicki, obecnie parafii rzym.-kat., wzniesiony ok. 1873[19]. Budowla w stylu neogotyckim, na planie krzyża, z obrazami pędzla A. Borna we wnętrzu[21]
- zespół zamkowo-pałacowy, z XVII-XVIII w.
  - zamek-pałac z 1550 r., przebudowany w latach 1615–1617[22] jako renesansowy. W latach 1679 i 1710 został rozbudowany na wspaniałą barokową rezydencję. Pałac otacza park, w którym są resztki fos, murów obronnych i rzeźb. Pieszycki pałac był jednym z najokazalszych na Śląsku. 3 tys. m² powierzchni użytkowej, 60 pokoi i piękny park. W XVII w. zwany był Śląskim Wersalem. W okresie II wojny światowej mieścił obóz koncentracyjny dla kobiet. Po wojnie doraźnie remontowany. Jeszcze w latach 70. XX stulecia wykorzystywany na kolonie i obozy. Później stopniowo niszczał i był rozgrabiany. W grudniu 2000 roku zakupili go Alicja i Marjan Hajdukowie z Las Vegas
  - park, z XVII w., XVIII-XX w.
  - zabudowa podzamcza:
    - Dwór w Pieszycach, obecnie dom mieszkalny, pl. Zamkowy 2, z 1580 r., 1818 r.
    - dom, pl. Zamkowy 3, z połowy XVII w., 1818 r.
    - budynek gospodarczy, obok domu nr 3, z pierwszej połowy XVI w., 1818 r.
    - brama na dziedziniec gospodarczy, z początku XVIII w.
    - mury obronne, z XVII w.
- zajazd, ul. Kopernika 138, z 1812 r.
- Ruiny piastowskiego zamku w Pieszycach z drugiej połowy XIII wieku – znajduje się ponad wsią Rościszów na porośniętym lasem szczycie wzniesienia Grodzisko (535 m n.p.m.). Od leżącej nieco na południe, znacznie wyższej Góry Zamecznej, oddzielony jest przełęczą. Zbudowany został na planie trzech okręgów, z centralnym położonym na szczycie. Każdy z nich miał oddzielony od siebie obwód obronny. Część centralna była wyniesiona w stosunku do przedzamczy. W obrębie tej części zamku znajdował się dziedziniec oraz podpiwniczony budynek mieszkalny wykonany z kamienia, drewna i gliny. Na dziedziniec prawdopodobnie prowadziła wysunięta przed lico wału ufortyfikowana wieża bramna. Zasięgiem obejmuje obszar o powierzchni prawie 1,5 ha. Badania archeologiczne skoncentrowane zostały na jego najwyższej części, która nazwana została zamkiem górnym, w odróżnieniu od dwóch podzamczy. Odkryte w trakcie badań wykopaliskowych obiekty mieszkalne, urządzenia obronne, a także zbiór zabytków ruchomych, wskazuje na to, że warownia funkcjonowała w drugiej połowie XIII wieku. Wielkość założenia oraz stopień ufortyfikowania sugeruje, że było ono własnością książęcą Śląskich Piastów. Powstanie zamku wiązać można z intensywną kolonizacją terenów górskich w XIII wieku i chęć zabezpieczenia południowej granicy Śląska od strony Czech. W tym wypadku wchodziłaby w grę ochrona przejścia górskiego na Przełęczy Walimskiej. Nie wiadomo z jakiego powodu zamek został opuszczony[23].

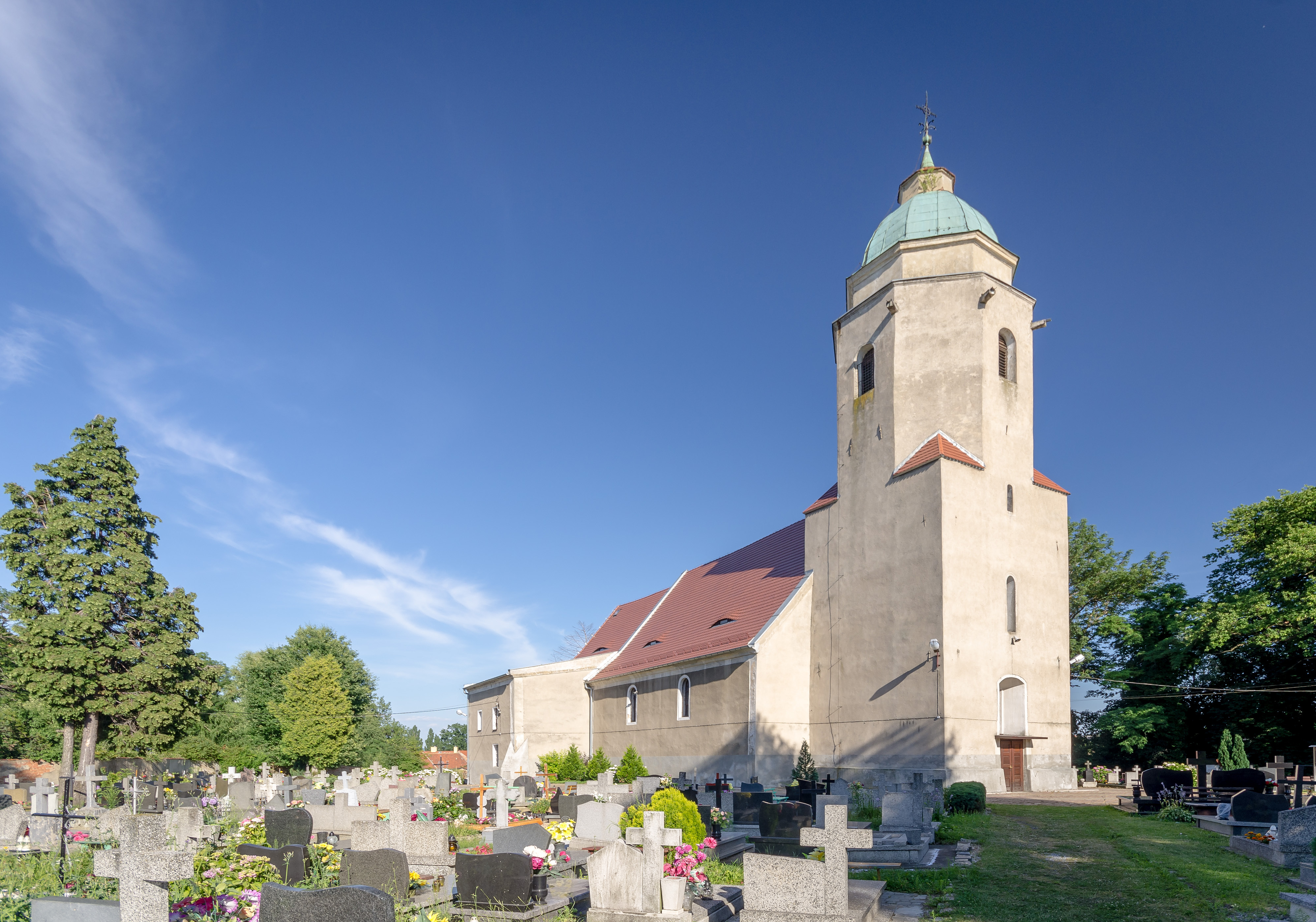
Kościół św. Jakuba

## Wspólnoty wyznaniowe
Na terenie miasta działalność religijną prowadzą następujące Kościoły i związki wyznaniowe:
- Kościół rzymskokatolicki:
  - parafia św. Antoniego
  - parafia św. Jakuba
- Kościół Zielonoświątkowy:
  - zbór w Pieszycach (ul. 3 Maja 2)
- Świadkowie Jehowy:
  - zbór Pieszyce (Sala Królestwa Bielawa)[24]

## Struktura powierzchni

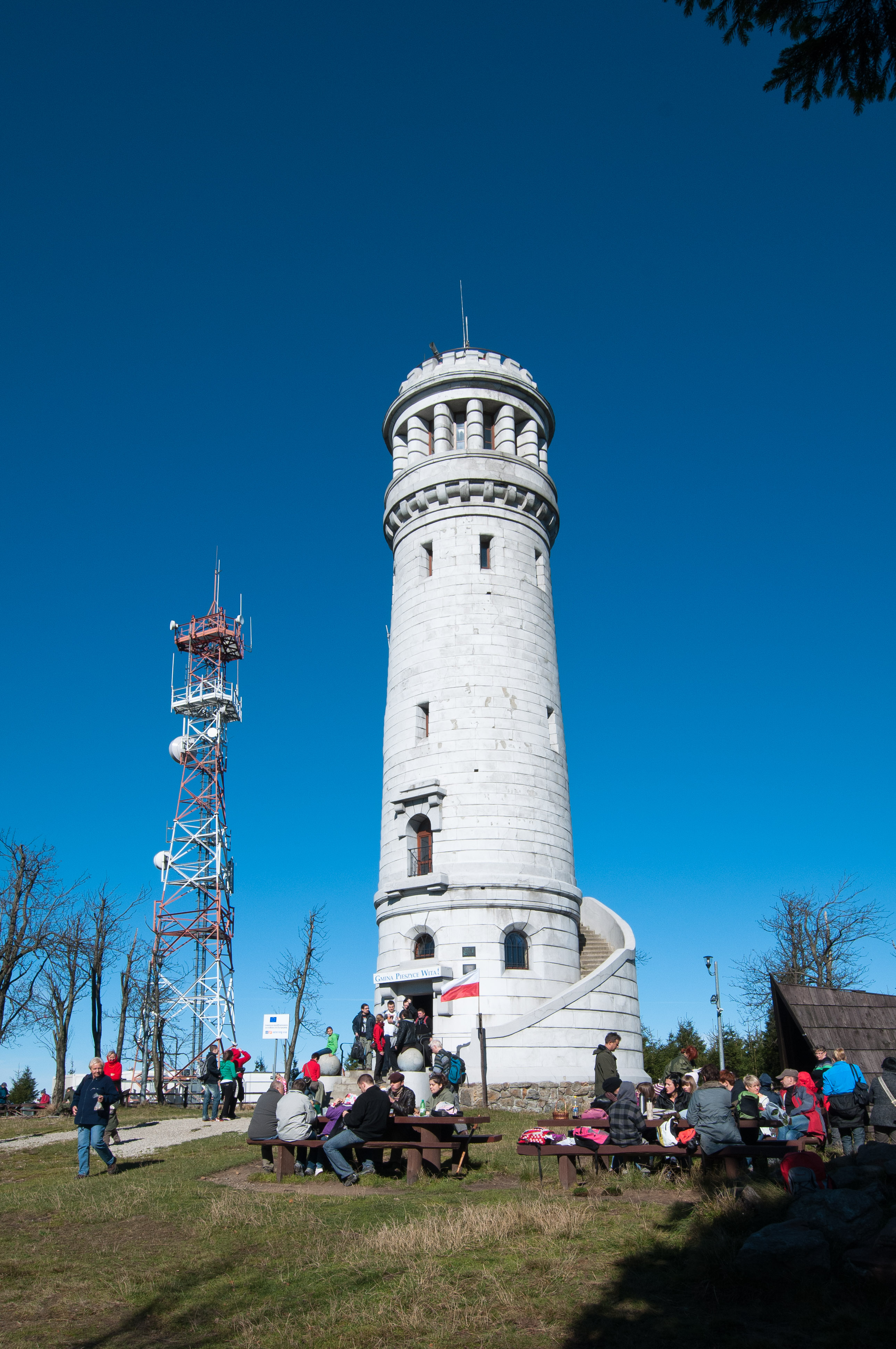
Do Gminy Pieszyce należy symbol Gór Sowich – wieża widokowa na najwyższym szczycie Gór Sowich – Wielkiej Sowie.

Według danych z roku 2002 Pieszyce mają obszar 63,6 km², w tym:
- użytki rolne: 49%
- użytki leśne: 42%

Miasto stanowi 13,29% powierzchni powiatu.

## Demografia
Dane z 31 grudnia 2007:
| Opis                              | Ogółem | Ogółem | Kobiety | Kobiety | Mężczyźni | Mężczyźni |
| --------------------------------- | ------ | ------ | ------- | ------- | --------- | --------- |
| jednostka                         | osób   | %      | osób    | %       | osób      | %         |
| populacja                         | 9 440  | 100    | 4937    | 52,3    | 4503      | 47,7      |
| gęstość zaludnienia (mieszk./km²) | 148,4  | 148,4  | 77,6    | 77,6    | 70,8      | 70,8      |

Piramida wieku mieszkańców Pieszyc w 2017 roku.

## Transport i komunikacja
Początki kolei żelaznych w Pieszycach sięgają przełomu XIX i XX wieku. W październiku 1900 roku zakończono budowę i uruchomiono 10,8 km 1-torową linię kolejową Dzierżoniów-Pieszyce-Bielawa Zachodnia. Linia ta funkcjonowała do grudnia 1976, w styczniu 1977 zawieszono przewozy, zarówno pasażerskie jak i towarowe. W 1978 rozpoczęto demontaż torowiska na całej długości linii.
Według stanu na luty 2018 r. miejscowość jest objęta siecią publicznej komunikacji autobusowej funkcjonującej na obszarze powiatu dzierżoniowskiego, organizowanej przez Zarząd Komunikacji Miejskiej w Bielawie.

## Współpraca międzynarodowa[30]
- Schortens
- Świecie

## Sąsiednie gminy
- Bielawa
- Dzierżoniów
- Nowa Ruda (gmina wiejska)
- Świdnica
- Walim